# Anan ben David
Anan ben David var en judisk lärd och asket i Babylonien på 700-talet.
Anan ben David såg rabbinernas tolkningar av den judiska lagen som förts vidare genom muntlig tradition (Talmud, Mishnah och Gemara) som icke auktoritativa och utgick endast från den skrivna Tanakh som en helig skriftsamling. Guds rena och sanna ord fanns således endast i Gamla testamentet, enligt hans lära. Han var grundare av den antirabbinska sekten ananiterna, som motsatte sig rabbinernas tolkning av lagen genom muntlig tradition. Omkring 1770 skrev han riktningens grundläggande verk, Sefer ha-mishwot, "Föreskrifternas bok", där han avvisade delar av de rabbinska muntliga traditionerna till förmån för de bibliska skrifterna. Under inflytande av den ananitiska sekten utbildade sig senare karaiterna, en gren av judendom som också har Tanakh som sin enda religiösa skrift.